# Aphanolejeunea morobensis
Aphanolejeunea morobensis là một loài Rêu trong họ Lejeuneaceae. Loài này được Pócs mô tả khoa học đầu tiên năm 1994.